# 苏阿决裂
苏阿决裂，又称苏阿分裂，是指1955年－1961年发生的与苏维埃社会主义共和国联盟和阿尔巴尼亚人民共和国外交关系逐渐恶化有关的一系列事件。

## 背景
1946年阿尔巴尼亚人民共和国成立后，以恩维尔·霍查为总书记的阿尔巴尼亚劳动党在政治上向苏联靠拢，积极寻求苏联的援助。1948年，南斯拉夫脱离苏联阵营后，拥有地中海出海口的阿尔巴尼亚对苏联的战略意义显著上升。苏联对阿尔巴尼亚的援助日益加强，成为其最大的援助国。阿尔巴尼亚也借助苏联的力量彻底摆脱了南斯拉夫的控制。霍查非常推崇苏联领导人斯大林，多次与斯大林会晤，并模仿苏联在阿尔巴尼亚建立起斯大林主义体制。在1953年斯大林去世前，苏阿两国关系十分密切。1949年和1955年，阿尔巴尼亚先后加入了以苏联为首的经济互助委员会和华沙条约组织。

## 分歧导火索
1953年尼基塔·赫鲁晓夫成为苏联共产党第一书记后，特别是在苏联共产党第二十次代表大会发表著名的演讲《关于个人崇拜及其后果》后，大力开展“去斯大林化”运动，批判对于斯大林的个人崇拜，揭发斯大林一系列严重错误。苏共“二十大”还重新承认南斯拉夫是社会主义国家。赫鲁晓夫及苏共这些做法极大地刺激了阿尔巴尼亚霍查政权。
迫于国内外压力，霍查也曾响应赫鲁晓夫的号召在一些场合批评斯大林的错误。在阿尔巴尼亚劳动党“三大”上，霍查作报告说：“斯大林的大错不仅仅在于接受了对他的赞颂和吹捧，并且还在于他支持和助长了这些反马克思主义的观点……个人崇拜和无视苏共中央政治局成员的正确批评和劝告以及无视党的准则，导致了斯大林同志的错误。……斯大林同志表现了思想上的片面性和脱离群众。”他还说：“我们党和我国人民赞同对个人崇拜所进行的勇敢的原则性斗争。”接着，他还作了“自我批评”。他承认：“对斯大林同志的个人崇拜，在我们党和我们国家也有其十分突出的表现。”“在我国，在夸大对领袖个人，尤其是对阿尔巴尼亚劳动党总书记个人的崇拜方面，党的宣传工作也采取了同样可恶的、不符合马克思主义精神的形式。在这方面，我们党和国家的宣传工作，通过报刊、广播、群众集会，开始过分地、不遵循马克思主义的道路，强调个人和领袖的作用，并对他们冠以不正确的形容词，加以夸大。没有疑问，党的宣传工作的这种活动削弱了党的工作，也多少削弱了群众的作用和党的领导作用。”

## 矛盾公开化
1956年，阿尔巴尼亚劳动党第一书记霍查粉碎了由一批中层干部和军官组成的党内反对派向他发起的政治挑战，解除了后顾之忧。随着赫鲁晓夫逐步推行各项改革，在外交上奉行三和路线，霍查领导的阿尔巴尼亚劳动党开始不点名地批判苏共自“二十大”以来的方针，称它们为“修正主义方针”。1957年4月，霍查及其副手部长会议主席穆罕默德·谢胡率领阿尔巴尼亚党政代表团访问莫斯科，赫鲁晓夫当面攻击他们是"宗派主义者"，要求阿尔巴尼亚劳动党放弃“顽固立场”。1958年，在“批判南斯拉夫现代修正主义运动”一事上，苏联共产党采取消极态度，中国共产党的批判则有如急风骤雨并付诸实际行动，中南两国互相召回了驻在对方的大使。中苏两党的政治分歧开始表面化。由于阿尔巴尼亚劳动党和中国共产党都对赫鲁晓夫的推行的政治路线不满，在意识形态上都对斯大林模式高度认同，中阿两党关系日益密切。
1959年，苏共中央第一书记赫鲁晓夫访问阿尔巴尼亚首都地拉那，试图安抚霍查政权。赫鲁晓夫承诺苏联将负责阿尔巴尼亚全国的粮食供应项目，还援助阿尔巴尼亚海军12艘最新式的613型潜艇，条件是阿方允许苏联海军无偿使用该国的发罗拉港。霍查对此表示同意。该年底，来自苏联黑海舰队第40独立潜艇支队的12艘潜艇和一个浮动船坞入驻阿尔巴尼亚的发罗拉港。

## 决裂
1960年3月，华沙条约组织召开会议，苏联代表团要求阿尔巴尼亚将发罗拉直接划归华约武装力量总司令管辖，对此阿尔巴尼亚国防部长贝基尔·巴卢库提出强烈抗议，可是没有一个与会国家代表支持他。随后，苏联派出副总参谋长和海军副司令来到阿尔巴尼亚，向霍查表明最终立场：阿尔巴尼亚或在中苏分歧问题上表态站在苏共一方，或同意向华约组织上交发罗拉港控制权，两条中只要答应一条，苏联便将恢复援助，但霍查则采取“以超强硬对强硬”的策略，使苏联人无功而返。
同年6月，世界共产党和工人党布加勒斯特会议召开，赫鲁晓夫策划并带头对中共发动闪电式的批判，追随苏联的东欧国家领导人也跟着指责中共。在大多数与会共产党选择与赫鲁晓夫统一立场的情况下，阿尔巴尼亚代表公开站出来表态支持中国，不同意苏共批评中共的做法。这使赫鲁晓夫感到愤怒，他认为霍查“背叛了苏联”。布加勒斯特会后一个月，阿尔巴尼亚部长会议主席谢胡在约见中国驻阿尔巴尼亚代办时说：阿尔巴尼亚劳动党将坚持马列主义，坚决支持中共的观点，阿尔巴尼亚党和国家虽然都很小，但绝不向任何力量屈服，要为马列主义而生，为马列主义而死。此后多次国际共产党会议，阿尔巴尼亚都选择了与中国立场一致。9月，阿尔巴尼亚劳动党将在阿苏论战中持亲苏立场的中央政治局委员利丽·贝利绍娃和中央审计委员会主席科乔·塔什科开除出党。
11月，霍查率领阿尔巴尼亚劳动党代表团参加于莫斯科举行的共产党和工人党国际会议。在这次会议上，以苏共为一方，以中共为另一方，就严重的意识形态分歧展开了激烈的争论。阿尔巴尼亚劳动党代表团坚定地站在了中共一边。霍查还在会上大力抨击赫鲁晓夫推行的“三和路线”。赫鲁晓夫向阿尔巴尼亚劳动党代表团施压说：“阿尔巴尼亚应当决定，要么跟两亿（指苏联）走，要么跟六亿五千万（指中华人民共和国）走！”“（阿尔巴尼亚）要么接受和平共处，要么扔一颗原子弹就足以把阿尔巴尼亚及其居民完全消灭掉！”见阿尔巴尼亚人无动于衷后，赫鲁晓夫就对中共代表团说：“我们失掉了一个阿尔巴尼亚，你们赢得了一个阿尔巴尼亚！”
1961年春，苏联单方面撕毁了对阿的经济和军事援助合同，撤回在阿工作的全部苏联专家和根据协议驻守在发罗拉港的苏联舰队，并拒绝阿参加华约会议。
对于苏联方面的举动，1961年11月8日，霍查在阿尔巴尼亚劳动党成立二十周年的庆祝大会上宣称，阿尔巴尼亚绝不屈服，
|  | 如果需要的话，阿尔巴尼亚人民及其劳动党将以野草为生，而绝不为三十枚银币出卖自己，他们宁愿光荣站着死，绝不忍辱跪着生。 |

1961年12月，苏联要求阿尔巴尼亚撤离其驻莫斯科外交人员，阿苏两国正式断交，并宣布停止参与经济互助委员会一切活动。

## 后续
苏阿关系彻底冰冻的同时，中阿关系则迅速升温。中国接替苏联，成为阿尔巴尼亚最大的援助国。两国高层领导人互访不断，且礼遇规格极高。苏联中断对阿尔巴尼亚的援助的1961年，中国政府在国内发生严重饥荒的情况下，除了向阿尔巴尼亚提供了几十万吨粮食以外，还提供了2.5亿元外汇人民币的援款，承担了19个成套项目，帮助阿实现了濒于夭折的第三个五年计划，解决了阿的燃眉之急。然而阿尔巴尼亚并未退出华约和经互会，因此在军事上一直获得华约集体安全防务所提供的常规军备援助直至其1968年华约入侵捷克斯洛伐克之后退出该组织为止，而其在经济上更是于1987年方才宣布退出经互会。此后，中国向阿尔巴尼亚提供了大量援助，一直持续到1970年代末中阿决裂。1990年7月，在东方集团瓦解后，阿尔巴尼亚也深陷政治动荡中时，霍查的接班人，时任阿尔巴尼亚劳动党第一书记拉米兹·阿利雅才宣布恢复阿尔巴尼亚和苏联的外交关系。

## 在流行文化中
阿尔巴尼亚作家伊斯梅尔·卡达莱于1973年发表的作品《伟大的冬天》肯定了苏阿决裂。

### 书籍
- Pano, Nicholas C. . Baltimore, MD: The Johns Hopkins Press. 1968.
- Vickers, Miranda. . New York: I.B. Tauris & Co Ltd. 1999.